# Chelidonium sifanicum
Chelidonium sifanicum är en skalbaggsart som beskrevs av Plavilstshikov 1934. Chelidonium sifanicum ingår i släktet Chelidonium och familjen långhorningar. Inga underarter finns listade i Catalogue of Life.